# Pericallis malvifolia
Pericallis malvifolia — вид трав'янистих рослин з родини айстрові (Asteraceae), ендемік Азорських островів.

## Поширення
Ендемік Азорських островів (о. Піку, Фаял, Сан-Жорже, Сан-Мігель, Санта-Марія, Терсейра).
Ця рослина виростає у трав'янистій місцевості, де панують Holcus чи Festuca.

## Загрози та охорона
Основною загрозою є деградація місць проживання через рекреаційні дії та вторгнення екзотичних видів, що також посилює конкуренцію. Природні фактори, такі як вулканічні виверження, можуть вплинути на вид.
Pericallis malvifolia наведено в додатку I до Конвенції про охорону європейської дикої природи та природних середовищ існування (Бернська конвенція).